# Adrian Scrope
Adrian Scrope (Oxfordshire, 1601 – Charing Cross, 17 ottobre 1660) è stato un militare inglese, conosciuto per essere stato il ventisettesimo dei cinquantanove commissari che firmarono il decreto per l'esecuzione del Re Carlo I.

## Biografia
Nacque nell'Oxfordshire nel 1601 e si sa che divenne un matricolato il 7 novembre 1617 presso l'Hart Hall di Oxford. Nel novembre 1624 sposò Mary Waller, figlia di Robert Waller di Beaconsfield e sorella del poeta Edmund Waller.

### Guerra civile
Nell'aprile 1642, allo scoppio della Guerra civile inglese, propose al Parlamento di aggiungere alla disposizione dell'esercito una sezione di cavalleria, la richiesta fu approvata e fu nominato Richard Graves come colonnello del reggimento.
Nel giugno del 1648 fu ordinato a Scrope di unirsi al colonnello Whalley nel perseguimento del conte di Norwich e dei monarchici del Kent, e prese parte all'assedio di Colchester. All'inizio di luglio fu distaccato da Colchester per inseguire il conte d'Olanda, che sconfisse e fece prigioniero a St Neots il 10 luglio. Fu poi mandato a sopprimere alcuni disordini a Yarmouth.

### Interregno
Il reggimento guidato da Scrope era stato selezionato, assieme ad altri, per guidare la Riconquista dell'Irlanda (20 aprile 1649), nel maggio dello stesso anno però, gli uomini di Scrope si ammutinarono, rifiutarono di recarsi in Irlanda e richiesero il ristabilimento del consiglio rappresentativo degli agitatori che era esistito nel 1647. Il 15 maggio Cromwell e Fairfax sorpresero gli ammutinati a Burford e gli ideatori dell'ammutinamento furono condannati a morte dalla Corte e giustiziati lo stesso anno. In seguito a questo evento il reggimento di Scrope scompare dalle liste dell'esercito e i soldati che lo componevano furono probabilmente incorporati in altri reggimenti. Nell'ottobre  Scrope fu nominato governatore di Bristol, incarico che mantenne fino al 1655, quando il castello di Bristol e altri forti vennero demoliti, in base a un piano generale per diminuire il numero di presidi in Inghilterra, sebbene Ludlow asserisse che Bristol fu scelta perché Cromwell non osava "fidarsi di una persona di così grande onore" e vale con un posto di tale importanza". Nel maggio 1655 Scrope fu nominato membro del consiglio istituito dal Protettore per il governo della Scozia, con uno stipendio di 600 sterline all'anno. Durante le rivoluzioni politiche del 1659-60 apparentemente rimase neutrale.

### La Restaurazione, l'arresto, il processo e l'esecuzione
Poiché Scrope non si era opposto alla Restaurazione, ebbe qualche possibilità di fuga quando questa si svolse. Si arrese in obbedienza alla proclamazione emessa dal re Carlo II il 4 giugno 1660, e il 9 giugno la Camera dei Comuni votò che avrebbe dovuto beneficiare dell'atto di indennizzo dietro pagamento di una multa di un anno di affitto delle sue proprietà. Il 20 giugno fu quindi congedato su libertà condizionale. La Camera dei lord ordinò l'arresto di tutti i giudici del Re, con l'eccezione di Scrope. Il 13 agosto i Comuni ribadirono il loro voto a favore di Scrope, ma, dato che i Lord rimasero sulle loro posizioni, il 28 agosto lo fecero arrestare. Il 12 ottobre 1660 fu processato e Richard Browne, primo baronetto, un ex generale della brigata di Scrope, depose una conversazione epistolare privata, dove Scrope giustificava l'esecuzione di Carlo I. Scrope, che difese con dignità e moderazione, fu condannato a morte per aver contribuito al regicidio di Carlo I. Adrian Scrope fu impiccato, sventrato e squartato presso Charing Cross il 17 ottobre 1660. Da un resoconto del suo comportamento in carcere e sul patibolo viene descritto come un «un simpatico gentiluomo all'antica», che affrontò il patibolo con coraggio e dignità.
| Controllo di autorità | VIAF (EN) 33050175 · ISNI (EN) 0000 0000 2468 9915 · CERL cnp00491054 · LCCN (EN) n85144097 · GND (DE) 128439440 |